# Édes november
Az Édes november (eredeti cím: Sweet November) 2001-ben bemutatott amerikai romantikus filmdráma. Pat O'Connor rendezte, az 1968-as Sweet November című film feldolgozásaként. A főbb szerepekben Keanu Reeves és Charlize Theron látható. 
2001. február 16-án mutatták be, kritikai fogadtatása negatív volt.

## Cselekmény
Nelson Moss munkamániás üzletember, aki a karrierjének szenteli egész életét. A sors összehozza Sarával, aki miatta bukik meg autóvezetői vizsgáján. Sara egészen más, mint azok a nők, akikkel Nelsonnak eddig dolga volt. A lány csipkelődő stílusa egyszerre vonzza és taszítja a férfit. Sara felkínálja neki, hogy töltsön vele egy hónapot és megváltozik az élete. A férfi először nemet mond, de miután kirúgják állásából és a barátnője is dobja, meggondolja magát. A novemberből pár napot együtt töltve mindketten szerelembe esnek. Nelson megkéri Sara kezét, de visszautasítást kap. Később kiderül, az egyetlen ok, amiért Sara segít másokon az, hogy halálos beteg és már nincs sok ideje hátra.

## Szereplők
| Szerep                | Színész            | Magyar hang      |
| --------------------- | ------------------ | ---------------- |
| Nelson Moss           | Keanu Reeves       | Rátóti Zoltán    |
| Sara Deever           | Charlize Theron    | Tóth Ildikó      |
| Chaz                  | Jason Isaacs       | Szervét Tibor    |
| Vince                 | Greg Germann       | Rajkai Zoltán    |
| Abner                 | Liam Aiken         | Hám Bertalan     |
| Edgar Price           | Frank Langella     | Barbinek Péter   |
| Raeford Dunne         | Robert Joy         | Juhász György    |
| Angelica              | Lauren Graham      | Németh Kriszta   |
| Brandon               | Michael Rosenbaum  | Hujber Ferenc    |
| Manny                 | Jason Kravits      | Pálfai Péter     |
| Buddy Leach           | Ray Baker          | Cs. Németh Lajos |
| Al                    | Tom Bullock        | Kristóf Tibor    |
| Osiris                | Adele Proom        | Illyés Mari      |
| KRESZ-vizsgafelügyelő | L. Peter Callender | R. Kárpáti Péter |
| Beatrice              | June Lomena        | Bognár Gyöngyvér |
| Nyers fickó           | Kelvin Han Yee     |                  |
| Hajléktalan           | David Fine         | Lázár Sándor     |
| Lexy                  | Elizabeth Weber    |                  |
| Kínai nő              | Doreen Foo Croft   |                  |
| Pincérnő              | Susan Zelinsky     |                  |

## Filmzene
1. BT – "Shame"
2. Robbie Williams – "Rock DJ (Nevin's Future Ass Remix Edit)"
3. Paula Cole & Dolly Parton – "Heart Door"
4. Jump With Joey – "Calafia"
5. Barenaked Ladies – "Off the Hook"
6. k.d. lang – "Consequences of Falling"
7. Tegan & Sara – "My Number"
8. Bobby Darin – "The Other Half of Me"
9. Jackie Wilson – "Baby Work Out"
10. Rick Braun – "Middle of the Night"
11. Enya – "Only Time"
12. Tracy Dawn – "You Deserve To Be Loved"
13. Stevie Nicks – "Touched by an Angel"
14. Keanu Reeves – "Time After Time"
15. Larry Klein – "Wherever You Are"
16. Amanda Ghost – "Cellophane"

## Díjak és jelölések
| Év   | Díj             | Kategória                         | Jelölt          | Eredmény |
| ---- | --------------- | --------------------------------- | --------------- | -------- |
| 2002 | Arany Málna díj | Legrosszabb férfi főszereplő      | Keanu Reeves    | Jelölve  |
| 2002 | Arany Málna díj | Legrosszabb női főszereplő        | Charlize Theron | Jelölve  |
| 2002 | Arany Málna díj | Legrosszabb remake vagy folytatás |                 | Jelölve  |